# Ptilanthura colpos
Ptilanthura colpos är en kräftdjursart som beskrevs av Brian Frederick Kensley 1996. Ptilanthura colpos ingår i släktet Ptilanthura och familjen Anthuridae.
Artens utbredningsområde är Mexikanska golfen. Inga underarter finns listade i Catalogue of Life.